# Die Fantastischen Vier
Die Fantastischen Vier [di fanˌtastɪʃən ˈfiːɐ̯], también conocidos como los Fanta 4, es un grupo de hip hop de Stuttgart (Alemania). Sus miembros son Michael Bernd Schmidt alias Smudo, Andreas Rieke alias And.Ypsilon, Thomas Dürr alias "Thomas D, el Portero" y Michael 'Michi' Beck alias Dee Jot Hausmarke. Fueron de los primeros grupos alemanes de rap en usar el alemán en sus letras.

## Historia
Hacia finales de la década de los años 1980, Rieke y Schmidt formaron el "Equipo terminal", al que Dürr y Beck se unieron en 1989. Con el nombre de Die Fantastischen Vier (Los cuatro fantásticos) empezaron a hacer hip-hop alemán o, como ellos lo llamaban, Deutschen Sprechgesang (canción hablada alemana), que se hizo popular en Alemania. Si bien había habido otros artistas que habían tocado el hip-hop antes que ellos, como por ejemplo Advanced Chemistry de Heidelberg, fueron Die Fantastischen Vier los que obtuvieron un primer éxito en las listas con su sencillo de 1992 "Die da?!", del álbum 4 Gewinnt, alcanzando un número 2 en Alemania y un número 1 en Austria y Suiza.

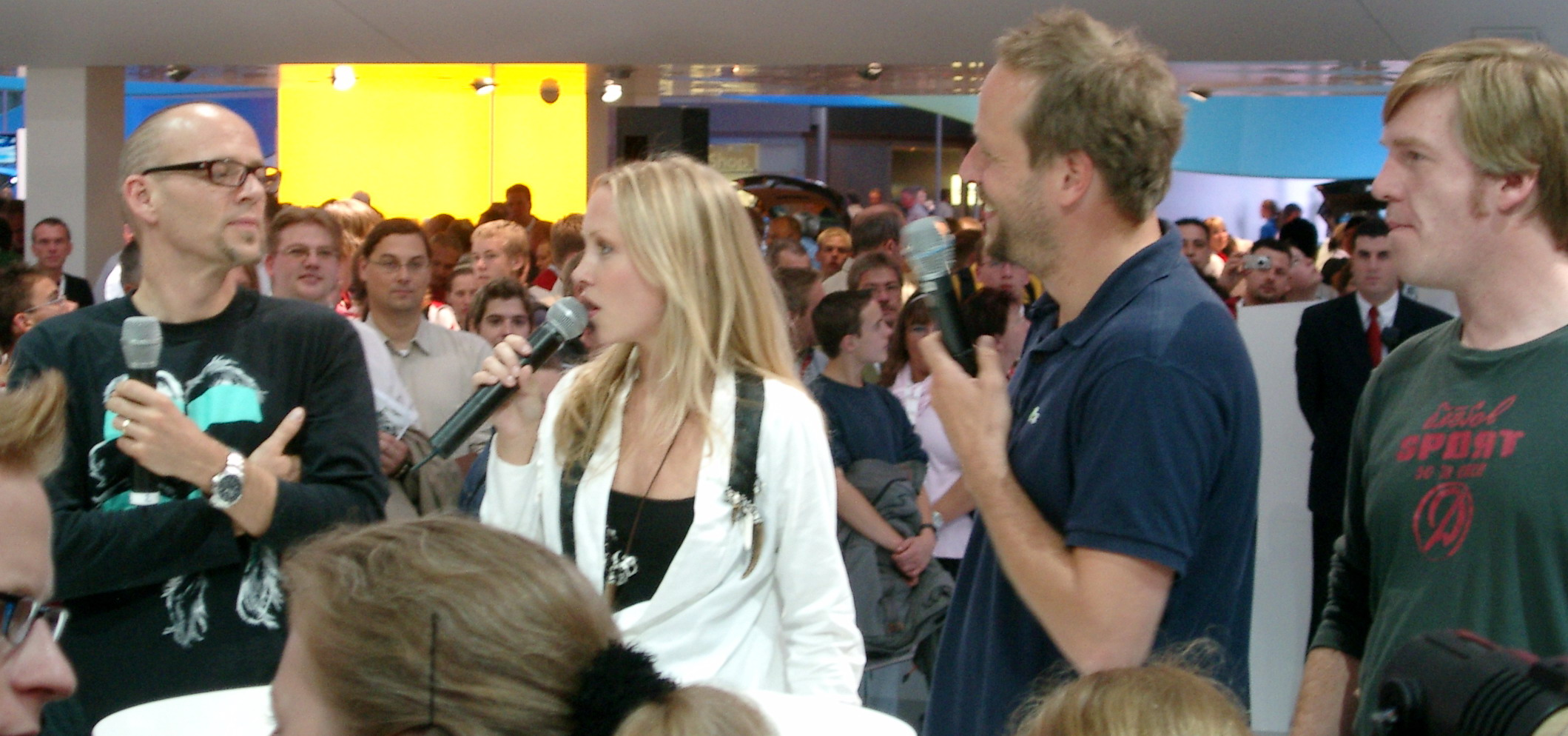
Thomas D, Smudo y And.Ypsilon en la IAA entrevistados por Janin Reinhardt.

Tras viajar a Los Ángeles a finales de la década de 1980, el grupo se dio cuenta de la falta de conexión en las luchas de "los negros pobres de los Estados Unidos y los blancos de clase media de Alemania", e hicieron un esfuerzo consciente por apartarse del típico rap americano estereotipado, reaccionando con dureza ante los ataques verbales de otros supuestos raperos alemanes. En los álbumes que siguieron a 4 Gewinnt, la banda maduró y progresó hacia un estilo más serio y filosófico.
La banda tuvo un tremendo éxito durante la década 1990, cuando sacaron el sencillo Die Da?! (¡¿La de allí?!) en 1992. Se convirtió, al parecer, en el primer éxito del hip-hop alemán y en la puerta hacia la fama de los Fanta4.
Además de los trabajos del grupo, Thomas D, Hausmarke y And.Ypsilon también produjeron álbumes en solitario de cierto éxito y los cuatro tuvieron su propio programa semanal en televisión, Die 4. Dimension, cuyo nombre viene de su tercer álbum, que salió en el canal de televisión de pago alemán Premiere en 1993/1994.
En el Popkomm de 1996 en Colonia, Die Fantastischen Vier anunciaron el establecimiento de su discográfica, Four Music. La sede se encontraba en Stuttgart, pero se trasladó más tarde a Kreuzberg.
Tres años después, su discográfica sacó el séptimo álbum del grupo 4:99, seguido de 4 sencillos del mismo. Tras el puesto número 2 que alcanzó la canción "MfG", se sacaron otros tres sencillos a la vez, algo que no había sucedido jamás en el mundo de la música alemana. Cada uno de ellos puede relacionarse con uno de los cantantes: "Le Smou" (El Smou; Smudo), "Michi Beck in Hell" (Michi Beck) y "Buenos Días Messias" (sic, Thomas D). 
A finales de septiembre de 2004, Die Fantastischen Vier sacó el álbum Viel (Mucho), siendo el siguiente tour el más visitado y el de mayor éxito que hayan tenido.
En 2005 se publicó el primer álbum de grandes éxitos de los Fanta 4. Incluía todos los sencillos, además de varias canciones más y grabaciones inéditas de los comienzos de la banda, cuando aún se les llamaba "Terminal Team" y cantaban rap en inglés.

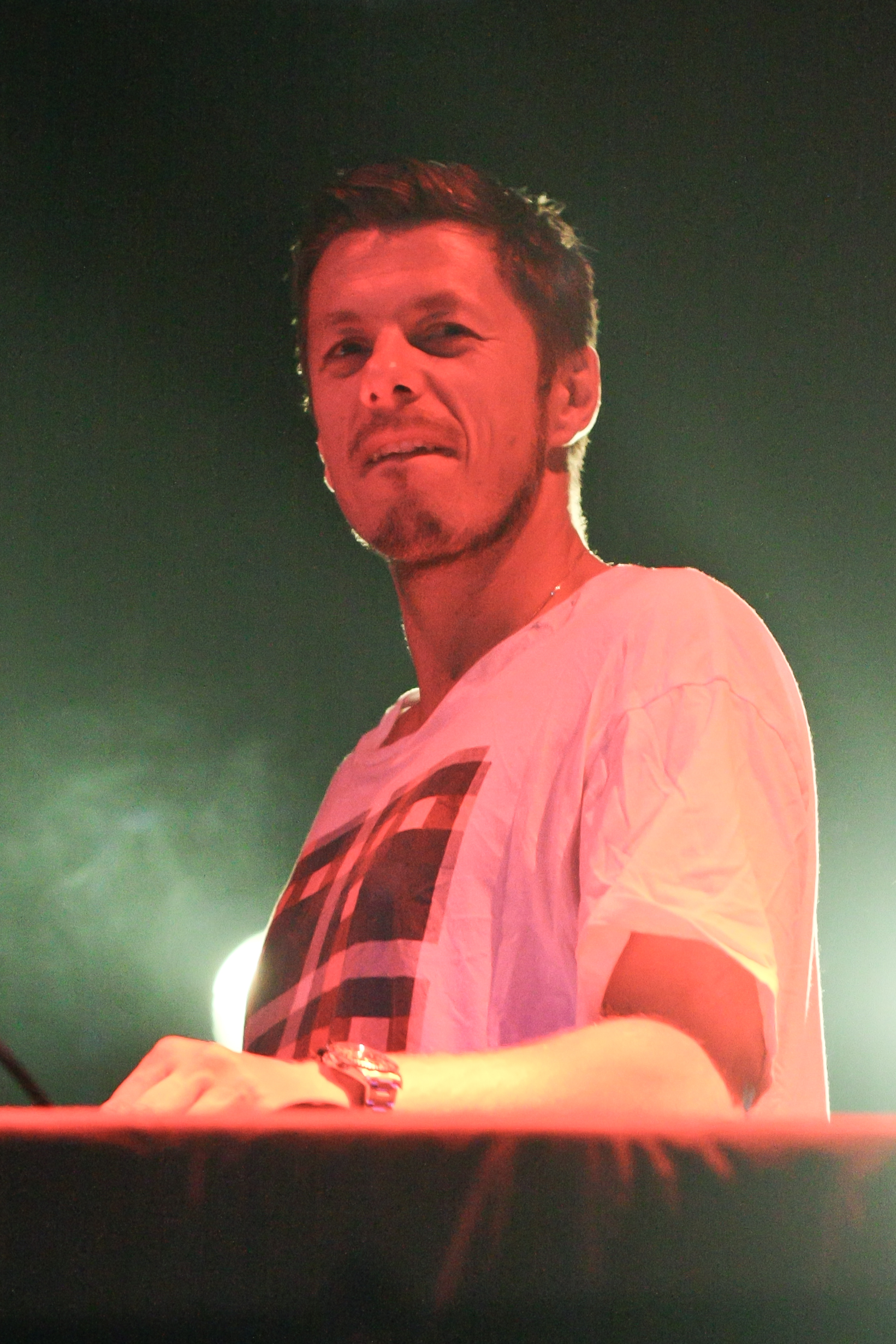
Michael Beck (2010)

El 7 de abril de 2007 se publicó Fornika, precedido del sencillo "Ernten was wir säen" (Recogemos lo que sembramos).
La canción "Ernten was wir säen" se puso a disposición para descargarla para el juego Guitar Hero III: Legends of Rock en diciembre de 2007.

## MARS Kommune
A una hora de distancia a las afueras de la ciudad de Colonia existe una comuna de hip-hop creada por Thomas D de Die Fantastischen Vier. Esta granja de vegetarianos es el hogar de gatos, perros y cerdos, además de artistas del hip-hop. La comuna se llama Moderne Anstalt Rigoroser Spakker, o MARS en su abreviatura, y se traduce más o menos como Institución Moderna para Personas Rigurosamente Locas. MARS se construyó gracias a la fortuna ganada por Die Fantastischen Vier y entre sus huéspedes hay toda clase de personas, incluyendo a artistas, diseñadores y productores.

## Discografía

### Álbumes
| Año  | Título                        | Posición en la lista | Posición en la lista | Posición en la lista | Posición en la lista |
| Año  | Título                        | Alemania             | Austria              | Suiza                |                      |
| ---- | ----------------------------- | -------------------- | -------------------- | -------------------- | -------------------- |
| 1991 | Jetzt geht's ab!              | 22                   | -                    | -                    |                      |
| 1992 | 4 Gewinnt                     | 3                    | 3                    | 3                    |                      |
| 1993 | Die 4. Dimension              | 14                   | 23                   | 27                   |                      |
| 1994 | Megavier                      | 21                   | -                    | -                    |                      |
| 1995 | Lauschgift                    | 2                    | 10                   | 5                    |                      |
| 1996 | Live und direkt               | 17                   | -                    | 30                   |                      |
| 1999 | 4:99                          | 1                    | 1                    | 1                    |                      |
| 2000 | MTV Unplugged                 | 6                    | 7                    | 18                   |                      |
| 2003 | Live in Stuttgart             | 81                   | 50                   | -                    |                      |
| 2004 | Viel                          | 2                    | 2                    | 4                    |                      |
| 2005 | Viel live                     | 46                   | -                    | -                    |                      |
| 2005 | Best of 1990-2005             | 26                   | 32                   | 29                   |                      |
| 2007 | Fornika                       | 1                    | 4                    | 2                    |                      |
| 2010 | Für dich immer noch Fanta Sie | ?                    | ?                    | ?                    |                      |

### Sencillos
| Año | Título                                    | Posición en la lista | Posición en la lista | Posición en la lista | Posición en la lista |
| Año | Título                                    | Alemania             | Austria              | Suiza                |                      |
| --- | ----------------------------------------- | -------------------- | -------------------- | -------------------- | -------------------- |
| 1991 | "Mikrofonprofessor"1                      | –                    | –                    | –                    |                      |
| 1991 | "Hausmeister Thomas D."2                  | –                    | –                    | –                    |                      |
| 1992 | "Die da"3                                 | 2                    | 1                    | 1                    |                      |
| 1992 | "Frohes Fest"4                            | 15                   | 20                   | –                    |                      |
| 1992 | "Hausmeister Thomas D. '92"2              | –                    | –                    | –                    |                      |
| 1993 | "Saft"5                                   | 19                   | –                    | 38                   |                      |
| 1993 | "Laß die Sonne rein"6                     | 92                   | –                    | –                    |                      |
| 1993 | "Zu geil für diese Welt"7 (como Megavier) | 22                   | –                    | 20                   |                      |
| 1994 | "Tag am Meer"8                            | –                    | –                    | –                    |                      |
| 1995 | "Sie ist weg"9                            | 1                    | 16                   | 2                    |                      |
| 1996 | "Populär"10                               | 41                   | –                    | 39                   |                      |
| 1996 | "Nur in deinem Kopf"11                    | 81                   | –                    | –                    |                      |
| 1996 | "Raus"12                                  | 56                   | –                    | 38                   |                      |
| 1997 | "Der Picknicker"13                        | 42                   | –                    | –                    |                      |
| 1999 | "MfG"14                                   | 2                    | 2                    | 2                    |                      |
| 1999 | "Le Smou"15                               | 68                   | –                    | –                    |                      |
| 1999 | "Buenos Días Messias"16                   | 87                   | –                    | –                    |                      |
| 1999 | "Michi Beck in Hell"                      | –                    | –                    | –                    |                      |
| 2000 | "Tag am Meer (Unplugged)"8                | 67                   | –                    | –                    |                      |
| 2001 | "Sie ist weg (Unplugged)"9                | 81                   | 50                   | –                    |                      |
| 2004 | "Troy"17                                  | 9                    | 11                   | 22                   |                      |
| 2004 | "Sommerregen"18                           | 44                   | 66                   | 74                   |                      |
| 2004 | "Geboren"19                               | 48                   | –                    | 48                   |                      |
| 2007 | "Ernten was wir säen"20                   | 12                   | 35                   | 25                   |                      |
| 2007 | "Einfach sein"21                          | 11                   | 13                   | 22                   |                      |
| 2007 | "Ichisichisichisich"22                    | 45                   |                      |                      |                      |
| Traducciones de los títulos: 1. "El profesor del micrófono" 1. "El portero Thomas D." 1. "Esa de ahí" (En este caso "die" es un pronombre demostrativo femenino singular, pues la canción se refiere a una mujer.) 1. "Feliz celebración" (literalmente); "Feliz Navidad" (en sentido figurado) 1. "Zumo" 1. "Deja que entre el sol" 1. "Demasiado caliente para este mundo 1. "Un día en el mar" 1. "Se ha marchado" 1. "Popular" 1. "Sólo en tu cabeza" 1. "Fuera" 1. "El merendero" 1. ("MfG" es la abreviatura oficial en alemán para "Mit freundlichen Grüßen", que significa "Mis mejores saludos") 1. ("Le" es un artículo determinado masculino en francés e implica que "Smou" es un hombre.) 1. "Buenos Días Messiah!" ("Messiah" es la palabra inglesa para Mesías) 1. (La palabra inglesa "Troy" significa Troya, pero su pronunciación en alemán es homófona de la palabra "treu", que significa "leal" y "fiel".) 1. "Lluvia de verano" 1. "Nacido" 1. "Recogemos lo que sembramos" 1. "Tan sólo ser" o "Tan solo estar" 1. "IisIisIisI" ("is" es la forma coloquial de la 3.ª persona del verbo auxiliar "sein", que significa "ser, estar". Relacionado con "Ich" = "I" (en inglés), se expresa una incorrección gramatical intencionada |                                           |                      |                      |                      |                      |